# Anacroneuria heppneri
Anacroneuria heppneri és una espècie d'insecte plecòpter pertanyent a la família dels pèrlids.

## Etimologia
El seu nom científic honora la figura del col·lector de l'holotip: J. B. Heppner.

## Descripció
- L'adult presenta el cap clar i les ales transparents amb la nervadura marró.
- Les ales anteriors del mascle fan 10 mm de llargària.
- Ni la femella ni la nimfa han estat encara descrites.[3]

## Hàbitat
En el seu estadi immadur és aquàtic i viu a l'aigua dolça, mentre que com a adult és terrestre i volador.

## Distribució geogràfica
Es troba a Sud-amèrica: el Perú i Bolívia.